# همپشر
همپشر (به انگلیسی: Hampshire) یکی از شهرستان‌های کشور انگلستان است که در ناحیه جنوب شرقی انگلستان قرار دارد.
این شهرستان در سال ۲۰۱۶ میلادی ۱٬۸۱۴٬۳۰۰ نفر جمعیت داشته و مرکز آن شهر وینچستر است.
نام ایالت نیوهمپشر در منطقه نیوانگلند توسط مهاجران آنگلوساکسون از این شهرستان انگلستان گرفته شده است.
پایگاه‌های نیروی دریایی پادشاهی بریتانیا، ارتش بریتانیا و نیروی هوایی سلطنتی بریتانیا در این شهرستان قرار دارند.

## بخش‌ها
1. گاسپورت
2. بورو آف فارهام
3. سیتی آف وینچستر
4. بورو آف هاوانت
5. همپشایر شرقی
6. بخش هارت
7. راشمور
8. باسینگستوک و دین
9. تست ولی
10. بورو آف ایستلی
11. بخش نیو فورست
12. ساوت‌همپتون
13. پورتسموث

## افراد مشهور
- هنری سوم انگلستان
- ملکه ماتیلدا
- چارلز دیکنز
- بن اینسلی
- جین آستن
- درن اندرتون
- جولیا بکت
- جانی بری
- بردی
- وین بریج
- آیزامبارد کینگدام برونل
- جیمز کالاهان
- هیوستون استیوارت چمبرلین
- ویل چمپیون
- مارتین چیورس
- تام کلورلی
- جیمی دیکینسون
- تد دریک
- بیل الرینگتون
- گرت امری
- کالین فرث
- فرانسیس فیشر
- استیو فاستر
- مارتین فریمن
- نیل گیمن
- مالکم گلادول
- استیو گاپی
- پیتر هریس
- بنی هیل
- کریستوفر هیچنز
- راجر هاجسون
- الیزابت هارلی
- کریس هاتچینگز
- فرانک جفریس
- لارا مارلینگ
- کیتلین مک‌کلاتچی
- ایان مک‌یوون
- الکس اکسلاد-چمبرلین
- تری پاین
- تام پارکر
- تلول پایک
- لوسی پیندر
- بیل راولینگس
- جان راولینسون
- جیمی ردکاپ
- کوین ریوز
- بروس ریوچ
- گراهام روبرتس
- کن راسل
- پیتر سلرز
- پیتر سیلت
- نایجل اسپکمن
- راب استایلس
- تانیتا تیکارام
- آرچی ترنر
- پلهام فون دونوپ
- دیوید ویر
- تام ویتاکر
- پیتر یاتز